# كلور الكلس
كلور الكلس في الكيمياء هو اسم لخليط تقني يستخدم في العمليات الصناعية اللاعضوية؛ وهو يتكون من 35% هيبوكلوريت الكالسيوم Ca(OCl)2، و30% كلوريد الكالسيوم CaCl2، و13% هيدروكسيد الكالسيوم Ca(OH)2. يمكن أن تكتب صيغته المجملة على الهيئة 3CaCl(OCl) · Ca(OH)2 · 5 H2O.صُنّع كلور الكلس لأول مرّة من الكيميائي تشارلز تينانت سنة 1799.

## التحضير
يُحضّر كلور الكلس على البارد من أثر غاز الكلور على الجير المطفأ الرطب (هيدروكسيد الكالسيوم المائي):
{\displaystyle \mathrm {Ca(OH)_{2}+Cl_{2}\longrightarrow CaCl(OCl)+H_{2}O} }

## الخواص
يوجد كلور الكلس التجاري على هيئة مسحوق أبيض له رائحة تشبه حمض الهيبوكلوروز (أو الكلور)، وهو صعب الانحلال في الماء. يؤدي إضافة الأحماض القوية مثل حمض الكبريتيك إلى تحرر غاز الكلور:
{\displaystyle \mathrm {CaCl(OCl)+H_{2}SO_{4}\longrightarrow CaSO_{4}+H_{2}O+Cl_{2}} }